# Грайндкор
Грайндкор (ещё известен как «грайнд» англ. Grindcore) — экстремальное направление рок-музыки, первоначально возникшее в результате смешения краст-панка и трэшкора. Также определённую роль сыграло влияние со стороны дэт-метала. Название происходит от слова англ. grind — «молоть» (из-за звука, построенного на атональных риффах, «размалывающе», «со скрежетом» переходящих из одного в другой).

## Характеристика

### Музыкальный стиль
Музыку жанра характеризуют, как правило, следующие черты:
- Сильный дисторшн гитары, перегруз, за счёт которого достигается звучание на грани с шумом[1][2].
- Настройка гитар на пол- (или более) тона ниже: так Bolt Thrower настраивали гитары на 3,5 тона ниже стандартного строя[1].
- Синтетический бас — звук этого инструмента пропускается через ряд педалей эффектов, а струны настраиваются ниже обычного, за счёт чего бас-гитара издаёт характерные булькающие звуки и временами звучит как двигатель бульдозера[2].
- Исключительно быстрые ударные. Они собственно и дали название стилю (с англ. grind — молотить). Фактически сплошные бласт-биты, в основном 180—200 ударов в минуту и больше. Существуют и среднетемповые группы (более характерно для гор-/порно-/копрограйнд направлений), сочетающие в себе быстрые брейки с бласт-битами и среднескоростные проигрыши, например, у Impetigo.
- Почти полное отсутствие мелодий. Если они и есть, то крайне примитивные и однообразные, многократно повторяющиеся на протяжении всей песни.

Песни грайндкора крайне трудны для восприятия слушателем, далёким от экстремального метала и хардкора. Для неподготовленного слушателя грайндкор скорее принадлежит к шуму, чем к музыке.
Длительность песен часто не превышает одной минуты. Наиболее ярким представителем является альбом Scum группы Napalm Death, в котором песни в основном короче минуты, а есть и рекордные числа в 5 и 6 секунд, где в сущности по 2 секунды занимает тишина после самой песни.

### Вокал
Грайндкор известен наиболее экстремальными вокальными приёмами пения. Такая вокальная техника, как гроулинг, позаимствована из дэт-метала. В свою очередь, скриминг, ярко проявив себя в грайндкоре, впоследствии стал использоваться в дэт-метале, блэк-метале и других экстремальных жанрах.
Вышеперечисленные приёмы характерны больше для гор-грайнда, для традиционного грайндкора вокал аналогичен дэт-металу. Распространены и преобразователи голоса, гармонайзеры, добавляющие голосу различных призвуков, а также сдвигающие голос на несколько октав вниз, придавая музыке низких частот и атмосферу ужаса.
В отличие от дэт-метала большим уважением пользуется не чистый природный вокал, а голоса как можно менее похожие не только на человеческие, но и вообще на звуки природного происхождения. Именно поэтому, большинство треков этого жанра имеют невнятный текст, и большинство слушателей не привыкают к такому звуку. Первыми такой способ применили Carcass. K примеру, Intestinal Disgorge используют более десятка различных вокалов на своих альбомах.

### Тематика песен
Тематика песен колеблется в зависимости от направления грайнда:
- По-панковски социально-направленные песни[4], в которых, как правило, повествуется о социальных, экологических и политических проблемах, пропагандируются идеи анархии[2], антикапитализма, феминизма, пацифизма, сопротивления дискриминации[5][6], антифашизма — грайндкор, краст-грайнд, пауэрвайоленс[7].
- О болезнях, человеческих внутренностях[8][9] и всевозможных изощрённых способах их добыть[10], либо о жёсткой порнографии, мизогинии[11], садомазохизме вперемежку с другими сексуальными отклонениями, или о фекалиях, моче и испражнениях — гор-, порно-, и копро-грайнд соответственно[7].
- А также обо всём другом, о чём в общепринятой музыке просто невозможно было бы петь — остальные направления грайнда[8][9].

Часто альбомы грайндовых групп представляют собой насыщенную (нередко число песен доходит до ста) пластинку продолжительностью менее 30 минут, с короткими и крайне быстрыми, немелодичными песнями.

## История

### Истоки
Наиболее широко известными группами, повлиявшими на зарождения грайнда, являются американские группы Siege — трэшкор, и Repulsion — протодэтграйнд.
Siege, вдохновлённые американским хардкором и хоррор-панком в стиле Black Flag и the Misfits, а также британским металом, в основном Venom и Motorhead, поставили себе цель достигнуть максимальной скорости в звучании.
Repulsion черпали вдохновение в панк-роке, экстремальном метале и хардкоре. Они известны как первая группа, широко применявшая бласт-бит в грайндкоровом понимании этого термина, то есть 190 и более ударов басовой бочки в минуту.
Тем не менее, грайндкор не является продуктом хардкор-панка в том чистом виде последнего, в каком он был представлен в США. На формирование данного стиля оказала огромное влияние та среда, в котором шла эволюция европейского панка. Основу звучания грайндкора заложили такие группы, как The Exploited, G.B.H., и главным образом Discharge — коллективы хардкорового толка, но отличавшиеся определённым влиянием со стороны Motorhead и Venom. Также нельзя не отметить важную роль специфики британского анархо-панка: если в США панк-рок развивался непосредственно в сторону утяжеления, породив трэшкор и в дальнейшем пауэрвайоленс, то в данном случае наблюдается сильное воздействие постпанка (такие группы, как Exit-Stance, Omega Tribe, Hagar The Womb, Rudimentari Peni хорошо демонстрируют это). Это в свою очередь привело к обретению английскими группами своеобразного звука, который развился в работах таких команд, как собственно Discharge, Amebix, Antisect. В работах данных коллективов отмечается отсутствие характерной для ортодоксального панк-рока позитивности, рок-н-ролльности и задора, являющихся неотъемлемым атрибутом групп в духе Sex Pistols, Ramones и других. Наоборот, музыка таких групп была значительно более агрессивной и мрачной (последнее особенно ощущается в творчестве Amebix и Antisect).
Попутно впитывая в себя наработки европейского трэш-метала в духе Hellhammer и Celtic Frost, британский хардкор развился в краст-панк в двух несколько разнящихся вариациях: тягучий, очень металлический звук Amebix, Axegrinder, Hellbastard и значительно менее металлизированный d-beat с характерным быстрым темпом в духе Anti Cimex, Mob 47, Shitlickers. Последний обильно распространился в Швеции и в течение 80-х годов стал развиваться в сторону ускорения (впрочем, тамошняя группа Asocial продемонстрировала уже в 1982 году на демо How Could Hardcore Be Any Worse настолько интенсифицированное d-beat звучание, что эту группу логично считать чуть ли не первым коллективом, игравшим грайндкор). На данном этапе перечисленные группы уже обладали соответствующим звучанием, риффами и мелодикой, которые лягут в основу грайндкора. Развивая идеи шведских панков, такие группы как Extreme Noise Terror и Doom отныне считаются представителями непосредственно переходной формы между краст-панком и грайндкором. Смешав наработки этих коллективов со своеобразными ритмическими формами трэшкора типа Heresy, S.O.B., Larm и Patareni, основатели стиля Napalm Death, Terrorizer, Agathocles вывели очень быстрое краст-панк-звучание с использованием бласт-бита как ритмической основы и периодическим замедлением до скоростей простого d-beat. Последнее характерно не для всех групп (например, наиболее трэшкорообразные Repulsion и Extreme Noise Terror не используют данный приём), но обильно используется многими иными группами. Например, эта специфика прекрасно демонстрируется на альбоме Regurgitate 1994 года. Американский вклад в создание жанра обогатила трэшкор группа Cryptic Slaughter, выпустившая в 1986 году первый в истории винил (Convicted), целиком записанный на основе бласт-битов.

### Эталоны
Первым классическим грайндкоровым альбомом считается альбом британской группы Napalm Death Scum 1987 года, хотя фактически до 1987-го уже были выпущены или записаны весьма грайндкоровые альбомы, например Repulsion «Horrified» 1986 года (в том году не выпущен) (однако он циркулировал лишь на кассетах, в виниле произведён только в 1989).
До 1987-го Napalm Death играли хардкор-панк, сменив в 1985 году ориентир на звучание, подобное Amebix. В 1986 году группа выпускает первые демозаписи, на которых демонстрируются первые образцы грайндкора. Тексты группы посвящены социальным, экологическим и политическим проблемам. Именно после выхода альбома Scum грайндкор, как стиль, оформился окончательно.
В это же время другие англичане, постепенно утяжеляясь и ускоряясь, в 1987-м выпускают первое демо, а в следующем 1988-м и первый лонгплей — это группа Carcass, альбом которых Reek of Putrefaction стал первым полноформатным релизом гор-грайнда, и так же обозначил начало направления гор-/порно-/копро-грайнда. В плане текстов он совсем не похож на Scum. Своей поэзией Carcass вкупе с существовавшей до этого группой Repulsion определили это новое направление, главными признаками которого является тяга к темам болезней, расчленения. Текст изобилует медицинскими терминами, которые обычному человеку без специального словаря просто невозможно понять
.

### Современный этап
На современном этапе грайндкор стал привлекать всё больше и больше поклонников. Причиной этому можно назвать развитие хардкор культуры в целом. «Современный» грайндкор эволюционировал и больше стал похож на дэткор. Теперь длина трека не имела значения, скорость могла меняться на протяжении всей композиции. Однако, остались традиционные для данного жанра вокал, техника игры на барабанах (бласт-бит) и гитаре, у которой также сохранился низкий строй. Примерами могут послужить Waking The Cadaver, Disfiguring The Goddess, Kangaz Korva, Despised Icon и др. исполнители.

## Классификация

### Традиционный грайндкор
Традиционный грайндкор в духе Napalm Death — это по сути разогнанный до невероятных скоростей краст-панк с постоянным использованием бласт-битов, а также, как правило, регулярными проигрышами в духе обыкновенного d-beat. Помимо Napalm Death к данному звучанию примерно в то же время приходят Carcass (ранее игравшие d-beat под именем Disattack). В этом же 1987 году выпускают первое демо бельгийцы Agathocles, где также была представлена музыка, соответствующая канонам нового стиля. Нельзя не отметить полноформатный альбом Unseen Terror этого года, где можно услышать грайндкор. В работе американцев Repulsion 1986 года несмотря на использование грайндовой техники и структур, чувствовался определённый привкус трэш-метала в роли рудимента металлического прошлого группы.
Новый стиль заставил обратить внимание людей своим музыкальным экстремизмом, и в 80-х появляются различные музыкальные проекты этого толка. В данном ключе стали работать ещё одни классики стиля — панки из Sore Throat, любившие играть крайне шумовой и неразборчивый вариант грайндкора, перемежая оный с простыми песнями в хардкоровом ключе. Группа породила множество последователей и иногда подобного рода грайндкор называют нойзграйндом. Близкие по стилю к грайндкору работы в те годы издавали также американские коллективы, такие как Macabre и OLD. Ближе к концу 80-х появляются записи таких групп, как Terrorizer, Extreme Noise Terror, Xysma, Defecation и прочих. Начало 90-х характеризуется увеличением количества грайндкоровых составов, в этот период появляются многие коллективы, существовавшие долгий период времени и записавших множество релизов: Regurgitate, Haemorrhage, Unholy Grave, Nasum и тому подобные. Интерес к стандартным формам грайндкора получил новую жизнь в новом тысячелетии, во много благодаря чешской школе горграйнда: Carnal Diafragma, Jig-Ai и так далее.

### Порно/копро/гор-грайнд
Порно/копро/гор-грайнд (в английском языке также употребляется обобщённое название «гор-грайнд» англ. GoreGrind) — термин, сочетающий в себе три близких стиля в грайндовом направлении музыки, схожих в музыкальной составляющей, однако разнящихся концепцией — порно-грайнд, как и следует из названия, описывает порнографические сцены, гниющие половые органы, секс с трупом, серийные убийства. Копро-грайнд — фекалии, экскременты, их размазывание по стенам, непроизвольная дефекация, гор-грайнд — запёкшуюся кровь, кишки, полусгнившее мясо, внутренние органы, их извлечение, поедание, извлечение из живого существа, сношение с выпотрошенным трупом и т. д.
Ввиду неприемлемой для широкого круга концепции данного творчества данные стили получили не столь широкое распространение и популярность, а соответственно и разветвления на поджанры. Музыкальная же составляющая и вовсе непонятна неподготовленным слушателям, и для большинства людей сродни нойзу, хотя различия с последним, безусловно, существенны.
Исторически жанр возник на основе дэт-метала и традиционного грайндкора, поэтому критики его относят к поджанру как дэт-метала, так и грайндкора.

#### Груви-грайнд
Груви-грайнд (англ. groovy grind) — разновидность порнограйнда, возникшая с выходом дебютного полноформатного альбома Cock and Ball Torture — Opus(sy) VI в 2000 году. Данный стиль характеризуется ритмической пестротой, средним темпом, «булькающим» вокалом, отсутствием текста. За CBT последовали другие коллективы, такие как Rompeprop или Hymen Holocaust, которые старались довести медленный темп до ещё большего экстрима, однако так и не достигли такого результата, как CBT. Данный стиль не строится на экстремальной скорости и интенсивности, как классический грайндкор; вместо этого данный стиль заключается в запоминающихся мелодиях.

#### Сплэттер-гор
Сплэттер-горграйнд (англ. splatter-goregrind), или же хоррор-грайнд (англ. horror-grind) — разновидность горграйнда, основателями которой считаются Mortician, группа, показавшая своё творчество в злом, сильном виде, который обычно характерен для дэт-метал-групп. В данном стиле тематика ужаса доводится до крайности, используются драм-машины, вокал и гитары движутся с крайне низкими частотами, основные преимущества заключаются в плотном звуке или звуковых стенах, которые создают гитара и бас. Сэмплированные барабанные линии состоят из очень резких звуков, которые позволяют имитировать скоростные бласт-биты и дополняют общий «брутальный» звук. Важную роль играет тембр звука, а именно чередование контрастного темпа (крайне быстрый и крайне медленный).

### Краст-панк
Краст-панк оказал большое влияние на появление грайндкора. Ранний грайндкор, практиковавшийся такими британскими группами, как Napalm Death, Extreme Noise Terror и Disrupt, появился на сцене краст-панка. Этот ранний стиль иногда называют «крастграйнд» (англ. crustgrind).

### Блэк-грайндкор
Блэк-грайндкор совмещает в себе элементы блэк-метала и грайндкора. Яркими представителями являются Anaal Nathrakh, Vomit Fist, Dendritic Arbor, Sunlight’s Bane, Scumpulse, Malevich и ранние Rotting Christ.

### Нойзграйнд/Нойзкор
Александр Русаков утверждает, что нойзкор и нойзграйнд представляют собой «нечто вроде комбинации экстремальных шумов».
Нойзкор сохраняет скорость и грубость грайндкора, но доводит его черты до ещё больших крайностей, сильно приближаясь к нойзу. Для нойзкора характерны предельно грязный, сырой и низкий звук, отсутствие гармоний, абсолютная атональность риффов (если они присутствуют), присутствие индустриального/электронного шума и очень короткие (зачастую всего 5 секунд), быстрые и громкие композиции. Пионерами данного жанра являются Fear of God, чей альбом As Statues Fell 1988 часто называют вехой нойзкора, 7 Minutes of Nausea, которые популяризовали в андеграунде этот жанр, записав 13-минутный мини-альбом, состоящий из 336 «абсурдных» композиций и The Gerogerigegege, известные своим релизом Tokyo Anal Dynamite 1990 года, который Хуан Себастьян из Vice.com называет «золотом для коллекционеров».
Под нойзграйндом, или грайнднойзом подразумевают диссонансный вариант грайндкора, представляющий собой смесь элементов грайндкора и резкого шума. Данный термин применяют по отношению к группам, имеющим более «тяжёлое» звучание, более заметное влияние грайндкора. Пионерами данного жанра являются ранее упоминавшиеся Fear of God, чья музыка характеризуется резким шумом, изобилием фидбэка, какофонии и «криком во всю глотку». Также в пример можно привести коллектив Gore Beyond Necropsy, по отношению к которым Хуан Себастьян из Vice.com применил термин «грайнднойз» из-за того, что их музыка более тяжела по сравнению с другими нойзкор-группами. Их композиции имеют более заметное влияние грайндкора, также могут встречаться элементы дэт-метала, которые выражаются в агрессивности их песен. Одними из успешных исполнителей нойзграйнда являются Full of Hell.
Однако, термин нойзкор зачастую используется как синоним нойзграйнда и наоборот. Также коллективы, которые относят к нойзкору, в то же самое время могут относить и к нойзграйнду, например, Anal Cunt.

### Хэйткор
Близким к нойзграйнду является хэйткор, однако термин достаточно распространён и употребляется и в разных других производных хардкор-музыки. При упоминании данного термина понять о какой именно музыке идёт речь можно только из контекста.

### Сладжграйнд
Грайндкор, смешанный со сладжкором: если в последнем медленные, тягучие части сменяются быстрыми проигрышами из хардкор-панка, то здесь присутствуют, соответственно, грайндкоровые секции. Грайндовые сбивки чередуются с медленными практически дум-металлическими проигрышами . Это фактически своеобразная смесь околодумовой музыки и грайндкора. К дум-металлической сфере этот подвид грайнда не относится и зародился он на хардкорной сцене. Даже некоторые хардкор/грайндовые группы, например Benümb, сейчас с успехом используют и сладжевые риффы.
Среди групп, игравших сладжграйнд, можно упомянуть американскую Soilent Green.

### Киберграйнд
Грайнд-музыка, частично или полностью созданная на компьютере.
Hо если ещё более углубиться в этот термин, то можно сказать, что есть группы, которые просто используют, например компьютерные барабаны, или компьютерную гитару для написания чисто грайндовых песен (киберграйнд-группы), а есть те, которые используют компьютер для создания гибрида из грайнда и электронной техно-музыки с различными звуками, технобитами, семплами и т. д.(кибертехнограйнд-группы). К первым можно отнести S.M.S.B. или Dataclast, а ко вторым Libido Airbag, S.M.E.S., Ahumado Granujo.
Типичные представители: Libido Airbag, Microphallus и другие.

### Дэтграйнд
Дэтграйнд, (грайндин' дэт (Grindin' Death)) — сочетание стилей грайндкор и дэт-метал, образованное путём привнесения в грайндкор элементов дэта, или в дэт-метал элементов грайнда, как например сплошной бласт-бит, особо жестокая лирика. Эталоном стиля считается альбом группы Carcass 1991 года Necroticism - Descanting the Insalubrious записанный когда группа отошла от крайне жёсткого грайндового звука, но ещё не стала звучать полностью в стиле дэта. В музыке элементы дэта привносят значительную мелодичность по сравнению с ультимативным грайндкоровым звучанием, в связи с чем данный стиль наиболее распространён, так как получил и аудиторию ценителей дэт-музыки.
Типичные представители: Pungent Stench, Macabre, Impaled, Disastrous Murmur, Inhumate, Exhumed, Bolt Thrower (некоторые альбомы), Napalm Death (поздние), Aborted, Cock And Ball Torture, Brujeria, Asesino, Whorecore.

### Фьюжн-грайнд
Фьюжн-грайнд (англ. fusion grind) совмещает в себе элементы грайндкора и джаза. Характерными чертами фьюжн-грайнда являются чередование циклов, нетрадиционный размер такта, нетрадиционные переходы, паузы, ритмические повороты и т. д. Пионерами данного стиля являются Cause for Effect и Le Scrawl.

### Авангардный грайнд
Грайнд в смешении с другими стилями, не только метала, но и других жанров музыки, например джаза, хип-хопа, рока, классики и т.д. Отдельный стиль — грайнд-н-ролл (англ. grind'n'roll) — грайнд в смеси с рок-н-роллом, где присутствуют рок-н-ролльные заводные ритмы, клавишные и т.д (яркий представитель Carnival in Coal).
Так же грайндкор с явно юмористической направленностью, когда основная тематика может оставаться характерной для Гор/Порно/Копро-грайнд, но в исполнении присутствуют тенденции к другим стилям музыки, названия часто бывают пародийными на другие группы и/или альбомы. И прослушивание данных песен вызывает скорее смех, чем ужас (например Carnal Diafragma, Anal Nosorog). Некоторые исполнители любят придумывать заумные названия для стилей, например шансонграйнд, в то время как музыка у них на темы шансона, но в звучании улавливаются фрагменты грайнда (например, Tremor).
Типичные представители: C.S.S.O., Exit-13, Blood Duster, OLD, Disharmonic Orchestra, Cause For Effect, поздние GUT, Anal Nosorog, Anal Punishment, Carnal Diafragma, Tremor.

## Представители
Журнал Revolver опубликовал список из 10 самых важных альбомов грайндкора:
- Napalm Death — Scum (1987)
- Carcass — Symphonies of Sickness (1989)
- Siege — Drop Dead (1994)
- Brutal Truth — Need to Control (1996)
- Anal Cunt — 40 More Reasons to Hate Us (1996)
- Nasum — Inhale/Exhale (1998)
- Discordance Axis — The Inalienable Dreamless (2000)
- Cephalic Carnage — Lucid Interval (2002)
- Terrorizer — World Downfall (1989)
- Pig Destroyer — Terrifyer (2004)

В России
Самыми известными представителями российского грайндкора являются Anal Nosorog. Также некую популярность испытала группа «Мясокомбинат имени Путина № 1». Вопреки названию группы, песен о политике они почти не исполняют. Данному коллективу ошибочно приписывают песню «Путин Ест Детей», которая на самом деле сочинена группой «Перфоратор». В российском грайндкоре часто встречаются песни, чьи названия или же текст связаны с Путиным. Например, киберграйнд-группа «Насос Клопов» написала песню под названием «Путин Был Флорой». Также в творчестве российских групп можно наблюдать объединение элементов горграйнда и слэмминг брутал-дэт метала. Например, Purulent Jacuzzi, Coprobaptized Cunthunter, VX и другие. Образцовым экземпляром российского гор/нойзграйнда могут послужить Goreanus. Коллектив «Взрыв кабачка в коляске с поносом» демонстрирует расширение музыкальных границ грайндкора; журнал Fuzz описал их стиль как «порно-рэп-грайнд». Их коллектив попал в список групп с безумными названиями. Музыку Hysteraectomia описывают как «непростой для восприятия нойз». Другие группы, которые можно привести в пример: «Токарный Паралич» и Necrobass. В последнее время начали появляться грайндкор группы и социальной направленности, например Bastard Youth и «Стабильность».